# Juan Carlos Rojas (empresario)
Juan Carlos Rojas Callan (San José, 4 de agosto de 1972) es un empresario costarricense y administrador de empresas especialista en finanzas que desde abril de 2011 funge como el presidente del club de fútbol costarricense Deportivo Saprissa.
Rojas es socio y directivo de Horizonte Morado, organización que compró la participación en el Saprissa al empresario mexicano Jorge Vergara en el 2011 y regresó la dirección del club a manos costarricenses. Horizonte Morado es dueña del 70% de las acciones del equipo.
Cuando asumió las riendas del club en el 2011, Rojas no poseía experiencia como dirigente deportivo, pero declaró que su trabajo en fusiones empresariales, consultorías estratégicas, transacciones y estructuración de negocios, sería aplicable a cualquier industria, incluida el fútbol.
Además de presidir el equipo de futbol, actualmente es directivo en empresas y organizaciones en Costa Rica como Grupo Britt, DIPO, Sagicor Insurance, Hogar Siembra Foundation y Fundación Saprissa Archivado el 28 de junio de 2017 en Wayback Machine.. 
El 27 de julio de 2017, Juan Carlos Rojas adquirió con su socio Roberto Rojas (La 305 S.A.) la franquicia internacional de restaurantes de T.G.I Friday's, que cuenta con un local en San Rafael de Escazú, provincia de San José. Con esta adquisición, Rojas incursiona por primera vez en el negocio de restaurantes. Según dijo en una entrevista tras el anuncio, no es indispensable tener experiencia en un campo para liderar un negocio exitoso.
Juan Carlos Rojas actualmente vive en el cantón de Escazú, provincia de San José. Está casado con Julienne Wolf y tiene dos hijos: Fabián y Alisa.

## Experiencia Laboral
En 1996 Rojas inició su carrera de analista financiero en la división Mesoamérica Fund de la firma de capital de riesgo Mesoamérica. En 1998 llegó a ser gerente en Mesoamérica Telecom, un emprendimiento conjunto con la empresa española Telefónica para desarrollar la industria de telecomunicaciones en Centroamérica. Como parte del negocio, se desempeñó como miembro de la junta directiva de la empresa Telefónica en El Salvador. En el 2005, se convirtió en socio de Mesoamérica. Del 2005 al 2010 se enfoca las transacciones de capital de riesgo con la compra de la cablera costarricense Amnet y la conformación de Mesoamérica Energy, dedicada a la energía eólica.
En el 2010 decidió, por razones personales, salir de la firma y dedicarse a participar en juntas directivas de empresas y organizaciones radicadas en Costa Rica. En el 2011 entra por primera vez en el negocio del fútbol con Horizonte Morado.

## Presidente del Deportivo Saprissa (2011-presente)
El 15 de abril de 2011 Juan Carlos Rojas asumió como Presidente de la junta directiva del Deportivo Saprissa.
En seis años como Presidente del Deportivo Saprissa, Rojas logró equilibrar las finanzas del equipo morado, regresó al club a la senda ganadora con 4 títulos de Primera División, invirtió en remodelaciones del Estadio Ricardo Saprissa por un total de $5 millones, y convirtió al Saprissa en el equipo costarricense que más futbolistas ha logrado colocar en el extranjero.
En el 2013, el Saprissa saldó su deuda con organizaciones estatales costarricenses (CCSS y FODESAF) por $5 millones, y en el 2015 logró un arreglo de pago por una deuda extraordinaria con la CCSS de $280.000. Las deudas correspondían a obligaciones de la administración anterior del mexicano Jorge Vergara.
En el verano 2014, tres años después de haber asumido la Presidencia del equipo, Saprissa obtuvo su título número 30 ante Liga Deportiva Alajuelense, rival histórico del Saprissa. Al ganar este torneo, Saprissa se convirtió en el primer equipo de Concacaf en conseguir 30 títulos.
Desde el inicio de su gestión, Rojas se enfocó en dirigir el equipo con una orientación empresarial. En sus propias palabras, "a la hora de tomar decisiones, queremos fijar una línea menos fanática y más corporativa". Cuando asumió las riendas del Saprissa en el 2011, Horizonte Morado propuso un plan estratégico, el plan Saprissa 2020, que definiría el rumbo del club en los ámbitos deportivos, comerciales, de responsabilidad social, y de infraestructura, y de relaciones con la afición. 
En el ámbito deportivo Horizonte Morado busca la consecución de títulos locales y regionales, además de la preparación y venta de jugadores a otros clubes. En el aspecto comercial se busca fortalecer la marca Saprissa y estrechar las relaciones con los patrocinadores para generar ingresos al club. En responsabilidad social, Horizonte Morado creó la Fundación Saprissa para brindar ayuda a familias de escasos recursos. En infraestructura, se busca el mejoramiento del estadio y la infraestructura deportiva. En las relaciones con la afición, el Saprissa buscará el apoyo de sus seguidores y motivarlos a que siempre a llenar el estadio.

## Horizonte Morado y compra del Deportivo Saprissa
Rojas, un seguidor del equipo Saprissa desde niño, fue abordado en el 2010 por los abogados costarricenses Alberto Raven y Edgar Zürcher para proponerle formar una sociedad anónima con el fin de negociar la compra del equipo morado al socio mayoritario de ese momento: el mexicano Jorge Vergara (Club Deportivo Guadalajara, Chivas USA, Omnilife).
Vergara adquirió al Saprissa el 28 de febrero de 2003 por $4 millones. En agosto del 2010, el empresario mexicano le expresó Zürcher (quien trabajó como su abogado) su intención de vender el equipo de futbol. Zürcher y Raven decidieron hacer una oferta para la compra del Saprissa, con Juan Carlos Rojas como líder del proyecto. 
Zürcher, Raven, Rojas y el dueño de Teletica, René Picado, fundaron Horizonte Morado y negociaron los términos de venta del Saprissa el 14 de abril de 2011.
Juan Carlos Rojas se convirtió, con 38 años de edad, en el presidente del club de fútbol de Costa Rica con mayor cantidad de seguidores del país.

## Preparación Académica
Juan Carlos Rojas se graduó como administrador de empresas, en 1995, de la McDonough School of Business de la Universidad de Georgetown. Posteriormente realizó en 1996 una maestría en Asuntos Internacionales con énfasis en Finanzas en la misma universidad.

## Membresías
Rojas es miembro de Young President's Association (YPO) y participó del programa Central American Leadership Initiative (CALI) en el Aspen Institute.